# Paledang (Lengkong)
Paledang is een bestuurslaag in het regentschap Kota Bandung van de provincie West-Java, Indonesië. Paledang telt 6273 inwoners (volkstelling 2010).